# Cabinet Office Briefing Rooms
Cabinet Office Briefing Rooms (ofta förkortad som COBRA, för Cabinet Office Briefing Room A), är den brittiska regeringens koordinationscentral, som aktiveras i fall av nationella eller regionala kriser.